# Lissauer Lipót
Lissauer Lipót, Lészai, (1884. – 1914.) labdarúgó, hátvéd. Az első világháborúban az elsők között esett el.

## Pályafutása
1903 és 1905 között volt a Ferencváros játékosa, ahol két bajnoki címet szerzett a csapattal. A Fradiban 44 mérkőzésen szerepelt (31 bajnoki, 4 nemzetközi, 9 hazai díjmérkőzés) és 1 gólt szerzett (1 bajnoki).
1912-ben alapító tagja volt a Magyar–Lengyel Egyesületnek.

## Sikerei, díjai
- Magyar bajnokság
  - bajnok: 1903, 1905
  - 2.: 1904
- Ezüstlabda
  - győztes: 1903, 1904